# Peterbald
Peterbald es una raza de gatos pelados originada en Rusia en 1994. 
El gen responsable de su principal característica se denomina "gen ruso para la pérdida del pelo" y es hereditariamente poligénico mostrando una serie de variaciones discontinuas.
Hoy en día, esta raza está reconocida por TICA, WCF y FIFE.
El nombre de esta raza está dado por la creadora de la misma en honor a la ciudad donde se origina, San Petersburgo (fundada por el Zar Pedro el Grande; del inglés Peter, "Pedro", y bald, "pelado").

## Características

### Apariencia
- Los gatos de la raza peterbald son tamaño mediano y se caracterizan por una combinación única de características físicas armónicas y bien balanceadas.

- La cabeza vista de frente forma un triángulo equilátero distintivo de líneas imaginarias relativamente rectas sin hendiduras ni sobresalientes a la altura de los ojos ni del pinch.

- Este triángulo o cuña comienza en el hocico en la punta de la nariz y se continua incrementando su apertura a cada lado de la cara hasta el nacimiento de las orejas.

- Las orejas son grandes, muy abiertas en la base y están ubicadas en forma lateral continuando el triángulo que forman las líneas imaginarias de la cuña levemente por debajo.

- Los ojos son almendrados, ni hundidos ni saltones.

- El perfil es largo y continuo, levemente convexo en algunos casos.

- Son animales esbeltos con una cabeza de tamaño mediano proporcionada al cuerpo.

- Su cuerpo es elegantemente delgado, muscular, largo y esbelto.

- Patas altas pero armónicas al resto del animal.

## Expectativa de vida
- Suelen tener una expectativa de vida promedio de 12 y 15 años

Cuidados especiales:
- Los Peterbald sin pelo necesitan protección contra el frío y el sol.
- Su piel puede volverse grasosa y requerir baños ocasionales.
- Al no tener pelo, también pierden más calor corporal, así que pueden tener más apetito que otras razas.

Pelaje
Los animales de esta raza presentan la particularidad de tener diferentes grados de calvicie o falta de pelo. Los mismos pueden ir desde la carencia total de pelos hasta los llamados pelos de cepillo. Entre uno y otro, encontramos una variedad de diferentes largos en milímetros de pelo presente.
A diferencia de los gatos de la raza sphynx, cuyos genes responsables para la ausencia de pelo son recesivos, en el peterbald el carácter hereditario de la pérdida del pelo es poligénico dominante. Esto se puede observar en los cachorros heterocigotos que nacen con manto o algún tipo de manto residual que van perdiendo con el transcurso del tiempo comenzando por la coronilla o parte superior de la cabeza; mientras que los cachorros homocigotos nacen totalmente sin pelos.
En algunos casos y en algunas líneas de cría, por sus características resultan ser hipoalergénicos.

### Tipos de pelaje:
El Peterbald puede tener diferentes niveles de pelaje:
- Ultra bald: Completamente sin pelo, ni siquiera pelusa.
- Flock (terciopelo): Muy suave, similar a la gamuza.
- Velour: Pelo muy corto y fino.
- Brush: Pelo un poco más largo, con textura rugosa o rizada.
- Straight coat: Pelo normal como un gato oriental, pero no es deseado en la raza para reproducción.

### Temperamento

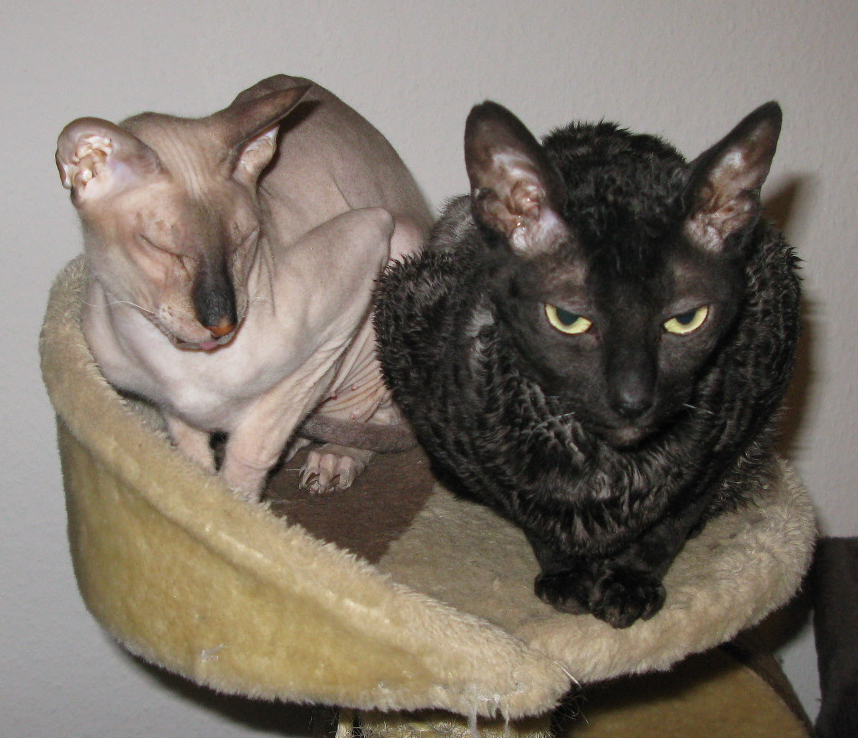
El peterbald es sociable con otros gatos.

Los gatos peterbald son usualmente de temperamento dulce y pacífico, curiosos, inteligentes, energéticos y muy compañeros. Son animales muy demandantes y dependientes del afecto de sus propietarios. Ellos aman a los miembros de la familia e incluso niños, ancianos u otras mascotas.
Todas estas características hacen que la raza peterbald sea una excelente compañía.

### Alimentación ideal para un gato Peterbald:

#### 1. Alto contenido calórico y proteico
- Como no tienen pelaje (o muy poco), pierden más calor corporal y necesitan más energía para mantenerse calientes.
- Esto significa que necesitan una dieta rica en proteínas y grasas saludables.
- Busca alimentos con:
  - +30% proteína (mínimo)
  - +15-20% grasa
  - Bajo en carbohidratos

#### 2. Pienso seco (croquetas) de alta calidad
- Puedes usar croquetas premium para gatos activos o razas sin pelo.
- Ingredientes principales deben ser carnes o pescados (no subproductos ni cereales como primer ingrediente).

#### 3. Comida húmeda (latas o sobres)
- Es excelente para mantenerlos bien hidratados.
- Alternarla con el pienso seco ayuda a mejorar la digestión y salud renal.

#### 4. Dieta BARF (opcional)
- Algunos cuidadores optan por una dieta natural (BARF: Biologically Appropriate Raw Food).
- Debe estar muy bien balanceada y diseñada por un veterinario especializado para evitar deficiencias nutricionales.

### Recomendaciones adicionales:
- Agua siempre fresca: Muy importante si come principalmente pienso seco.
- Evitar alimentos humanos: Nada de chocolate, cebolla, ajo, uvas, ni lácteos en exceso.
- Control del peso: Aunque tienen más apetito, hay que evitar que se pasen.
- Suplementos: Si tiene problemas de piel o pelaje (si lo tiene), podrían beneficiarse de ácidos grasos omega-3.

### Gatito (hasta 1 año):
- Cada mes o mes y medio, especialmente durante el primer semestre.
- Visitas para:
  - Plan de vacunación (triple felina, leucemia, rabia)
  - Desparasitación interna y externa
  - Revisión de crecimiento y desarrollo
  - Esterilización/castración (normalmente entre los 5 y 8 meses)

#### Adulto (1 a 7 años):
- Una vez al año como mínimo, para:
  - Examen físico completo
  - Refuerzo de vacunas
  - Control antiparasitario
  - Revisión dental y de piel (muy importante en Peterbalds)
  - Análisis de sangre si el veterinario lo recomienda

#### Senior (más de 7 años):
- Cada 6 meses idealmente.
- Para detectar enfermedades comunes en gatos mayores: insuficiencia renal, problemas cardíacos, artritis, etc.

### ¿Por qué son importantes estas visitas en el Peterbald?
- Piel sensible: Al no tener pelo, pueden desarrollar irritaciones, infecciones o quemaduras solares fácilmente.
- Metabolismo rápido: Requiere vigilancia sobre peso, apetito y digestión.
- Temperatura corporal: Suelen tener más frío o calor que otros gatos.

## Historia
La raza peterbald tuvo origen en el año 1994 en San Petersburgo, Rusia. 
La idea de la creación de la raza peterbald, fue concebida en 1993 por Olga Mironova, conocida jueza y admiradora de los felinos en este país; que se le ocurrió la creación de un nuevo gato elegante y pelado totalmente diferente al sphynx.
La base de la raza fue originalmente planificada por la cruza experimental de gatos de la raza siamés y/u oriental de tipo moderno y liviano, con ejemplares con una mutación espontánea rusa de gatos con carencia o perdida de los pelos ocurrida en 1986. Ésta mutación espontánea fue producto de la radiación que produjo la explosión de la planta de Chernobil (26 de abril de 1986), causó mutaciones a algunas personas y animales, entre ellos a un grupo reducido de gatos.[cita requerida] La selección de ciertos ejemplares de estos felinos para no transmitir problemas genéticos de malformaciones, dio origen a una nueva variedad de gatos cuyas características dominantes eran la de no poseer pelos. Al principio era denominada en ese momento como Don sphynx por la ciudad de Rostov del Don (lindante al río Don) donde se originó y fue descubierto; hoy en día en TICA está reconocida con el nombre de DonSkoy.
El resultado de la cruza efectuada entre una hembra muy elegante de la raza oriental, llamada Radma von Jagerhov, propiedad de Olga Mironova; y un macho con la mutación dominante rusa original para la caída del pelo, llamado Afinogen Myth, fueron los primeros cachorros de peterbald nacidos en el año 1994.
Las dos primeras camadas de gatitos dieron cuatro cachorros peterbald llamados: Mandarin iz Murino, Muscat iz Murino, Nezhenka iz Murino y Nocturne iz Murino, los cuales son considerados la base de la raza.
Según la opinión de la autora y creadora de la raza, Olga Mironova, por lo menos alguno de ellos deberían estar presentes en el pedigrí de todo gato de raza peterbald.
En el año 1996, la raza fue adoptada en la Federación Felina Rusa de Selección (SFF) dándole un estándar y una abreviación PBD. 
En agosto de 1997, fue adoptada por The International Cat Association (TICA) con la abreviación PB.
En el año 1999 es introducida en el hemisferio sur por Guillermo Cerezuela, pionero de la raza en América del Sur y más precisamente en Buenos Aires; Argentina. Obtiene sus primeras crías en el 1999 y comienzos del 2000, que son registradas bajo el sufijo de criadero CMC.
En el 2003 por la World Cat Federation (WCF) con la abreviatura PBD.
En mayo de 2006 por Federación Internacional Felina (FIFe) dentro de la categoría IV y dándole la abreviatura PEB.